# Georg Fiebiger
Julius Wilhelm Georg Fiebiger (* 22. Juni 1901 in Breslau; † 25. März 1962 in Berlin) war ein deutscher Produktionsleiter, Filmproduzent und Komponist von Filmmusik.

## Leben und Wirken
Georg Fiebiger, ein Sohn des gleichnamigen Verwaltungsinspektors der Staatlichen Akademie für Kunst und Kunstgewerbe Breslau, erhielt nach seiner Gymnasialzeit eine Ausbildung zum Kapellmeister. Er komponierte die Musik für drei im Jahr 1930 erschienene Filme, darunter die Neuauflage des Murnau-Klassikers Nosferatu unter dem Titel Die zwölfte Stunde – Eine Nacht des Grauens. Zur selben Zeit begann er als Aufnahmeleiter und Tonschnittmeister zu arbeiten und war bei der Berliner MGM-Niederlassung an der Erstellung etlicher Synchronfassungen beteiligt (Liebesleid, Nachtflug, Die weiße Schwester, Eskimo, Liebeslied der Wüste, Königin Christine). In den 1940er Jahren stieg er bei der Bavaria Filmkunst zum Produktionsleiter auf, ehe er nach Kriegsende mit der Nova-Film seine eigene Produktionsfirma gründete, die jedoch nur zwei Filme herausbringen konnte (Der große Mandarin, Begegnung mit Werther). Regie führte beide Male der Theaterleiter Karl-Heinz Stroux.
Fiebiger, zuletzt in Berlin-Schlachtensee wohnhaft, starb 1962 im Wenckebach-Krankenhaus.

## Filmografie
Komponist
- 1930: Die zwölfte Stunde – Eine Nacht des Grauens
- 1930: Rivalen im Weltrekord
- 1930: Im Banne der Berge

Produktionsleiter
- 1943: Reise in die Vergangenheit
- 1943/47: Spuk im Schloß
- 1944: Der Täter ist unter uns
- 1944/49: Münchnerinnen
- 1945/47: Der Millionär

Produzent
- 1949: Der große Mandarin
- 1949: Begegnung mit Werther